# Blepharostomataceae
Blepharostomataceae sind eine Moosfamilie aus der Klasse der Jungermanniopsida. Diese Pflanzen gehören zu den beblätterten Lebermoosen.

## Beschreibung
Die Pflanzen dieser Familie sind klein, hellgrün bis gelblichgrün, gewöhnlich kriechend und ohne stoloniforme Triebe. Die Flankenblätter sind bis auf den Grund (zwei-) drei- bis vierlappig, die Lappen fadenförmig und einzellreihig. Unterblätter sind ähnlich, aber etwas kleiner. Die Arten sind diözisch oder autözisch. Perianthien sind aufgeblasen und haben eine bewimperte Mündung. Die ungeschlechtliche Vermehrung erfolgt mit einzelligen Brutkörpern. Die Arten wachsen auf Erde, Gestein und häufig auf morschem Holz.

## Systematik
Die Familie umfasst nur die eine Gattung Blepharostoma mit drei Arten, wobei in Europa nur die Art Blepharostoma trichophyllum vorkommt.